# Diego Clemencín Viñas
Diego Clemencín y Viñas (Múrcia, 27 de setembre de 1765 - Madrid, 30 de juliol de 1834) va ser un escriptor, cervantista i polític espanyol.

## Biografia
El seu pare descendia de francesos. Va iniciar els seus estudis a Múrcia gràcies a una beca en el Seminari Major de San Fulgencio, on va estudiar filosofia, teologia i jurisprudència i va traduir diverses espístolas del grec. Després d'acabar els seus estudis, va obtenir el lloc de catedràtic de filosofia en el propi Col·legi.
Va marxar a Madrid en 1788 per treballar com preceptor dels fills de la Duquessa de Benavente i el d'Osuna; va viatjar a París i en tornar va abandonar la carrera eclesiàstica. Contraurà matrimoni amb Dámasa Soriano de Velasco en 1798. Va ser nomenat acadèmic de la Història i de la Llengua. Va publicar Lecciones de gramática y ortografía castellana i un Examen y juicio de la descripción geográfica de España atribuida al moro Rasis, que va ser el seu discurs d'entrada en la Reial Acadèmia de la Història, llegit el 12 de setembre de 1800. En 1805 va editar la seva Biblioteca de libros de caballerías en diversos toms. Va ser nomenat redactor de la Gaceta el 7 de gener de 1807 i se'n va encarregar fins a la invasió francesa. Com des de la Gaceta oficial i el Mercurio va promoure l'aixecament contra el general Murat que va acabar en el 2 de maig, va fugir a una finca seva de Guadalajara, anomenada "El Sargal", i per distreure's es va iniciar en la lectura i els comentaris del Quixot. D'allí va ser cridat a Cadis en 1810 per redactar la Gaceta de la Regencia i ocupar diferents llocs; va ser nomenat oficial de la secretaria de governació el 23 d'agost de 1812. El 30 de març de 1813 va obtenir la seva acta de diputat per Múrcia.
Diego Clemencín va redactar en aquells dies diferents projectes generals d'Instrucció pública (com l'Informe Quintana) que es van presentar a les diferents legislatures sense que en la pràctica entressin en vigor, fins que el 7 de novembre de 1822 es va inaugurar la Universitat Central de Madrid.
Després del retorn de l'absolutisme va ser despullat dels seus càrrecs fins que Rafael del Riego fa triomfar la revolució en 1820 i en 1822 torna a ser diputat per Múrcia. Aquest any Francisco Martínez de la Rosa el va cridar per al ministeri d'Ultramar, cartera que va ocupar fins al govern de Evaristo San Miguel. Va presidir les Corts de novembre a desembre de a 1821. Va ser bandejat de Madrid i no va poder tornar fins a 1827.
A la mort de Ferran VII va ser nomenat bibliotecari major i el 23 de juny de 1834 va ser escollit prócer del regne; va morir aquest mateix any a causa de l'epidèmia de còlera que va afligir Madrid. En els seus últims anys s'havia retirat a una hisenda propera a Madrid on va donar cim als seus 5.554 notes explicatives de El Quixot, però va morir sense veure publicada la seva obra íntegrament.
Diego Clemencín va ser un cervantista fervent i no va abandonar el comentari de la major obra de Cervantes fins a la mateixa data de la seva mort; en vida seva va començar a editar-se una versió comentada per ell d' El Quixot, primera de les edicions clàssiques, en 6 vols., (1833-1839), de la qual els dos últims van ser elaborats pels seus fills amb les seves notes i editats pòstums; en ella destaquen els seus molt erudits comentaris, autèntica mina d'informació; solament flaqueja en la part filològica, com bé va saber veure el filòleg i gramàtic Juan Calderón, que en el seu Cervantes vindicado en 115 pasajes, correcció de les correccions ope ingenii que va imposar Clemencín al text de l'obra des de criteris fundats en la intel·ligència material del text i l' usus scribendi del Segle d'Or. La crítica de Clemencín va interpretar de forma ahistòrica el text, sempre des de postulats neoclàssics excessivament idealitzants, per la qual cosa va creure que el text estava de vegades descurat i mal escrit, sense notar les transposicions freqüents en la llengua de l'època.